# Большое Шуватово
Большо́е Шуватово — село в Инзенском районе Ульяновской области Российской Федерации, входит в Валгусское сельское поселение. Расположено близ реки Суры, по речке Толкулей. 

## История
Село возникло в XVII веке и носило название Тимашево, принадлежало помещикам братьям Рютчи: Ивану Петровичу и Владимиру Петровичу.   
В 1775 году в селе был построен прихожанами деревянный храм во имя Святителя и Чудотворца Николая.   
В 1780 году, при создании Симбирского наместничества, село Большое Шуватово, при реке Суре, помещичьих крестьян, вошла в состав Карсунского уезда.   
Земская школа была открыта в 1860 году, позднее эта школа называлась школой 1 степени.   
Село Большое Шуватово до революции входило в состав Коржевской волости Карсунского уезда. Местность лесистая. Жители в основном занимаются сельским хозяйством, рыбной ловлей. Здесь находилось волостное правление, церковь во имя Святителя и Чудотворца Николая (1775 г.), школа (с 1860 г.).   
До отмены крепостного права в 1861 году, владелицами села были княгиня София Егоровна Панина (фон Беринг, Вяземская) и Анастасия Павловна Жедринская — мать будущего Курского губернатора Александра Николаевича Жедринского (служил в должности губернатора с 1866 по 1881 гг.).  
В XVIII веке село входило в Алатырский уезд, с 1780 г. — в Карсунский уезд, с 1929 г. — в Инзенский район Ульяновской области.
С 1918 года в деревне был создан сельсовет, который вошёл в состав Коржевской волости.

## Население
| 2010 |
| ---- |
| 173  |

В 1780 г. в селе проживало помещичьих крестьян 363 ревизских душ. 
В 1859 г. в 107 дворах жило: 664 муж. и 706 жен.
В 1883 г. насчитывалось 225 дворов, проживало 740 мужчин и 687 женщин. 
В 1900 году в 157 дворах жило 477 м. и 514 ж.
- Родина священномученика Григория Хлебунова (1873 — 06.03.1930 г.)[9][10].

## Достопримечательности
- Обелиск воинам, погибшим в годы Великой Отечественной войны (1975 г.)[11].